# Evangelische Kirche (Meckesheim)

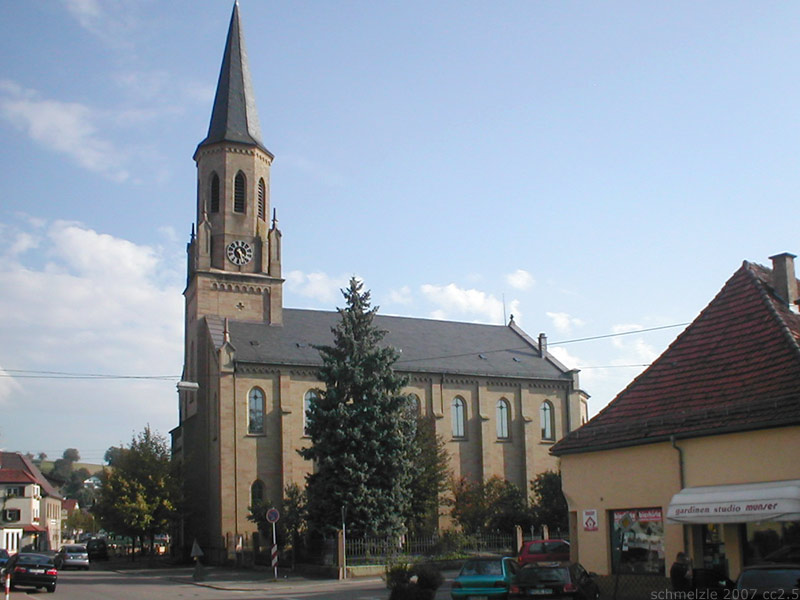
Evangelische Kirche

Die Evangelische Kirche in Meckesheim im Rhein-Neckar-Kreis im Nordwesten Baden-Württembergs wurde zwischen 1847 und 1849 nach den Plänen von Ludwig Lendorff erbaut.

## Geschichte

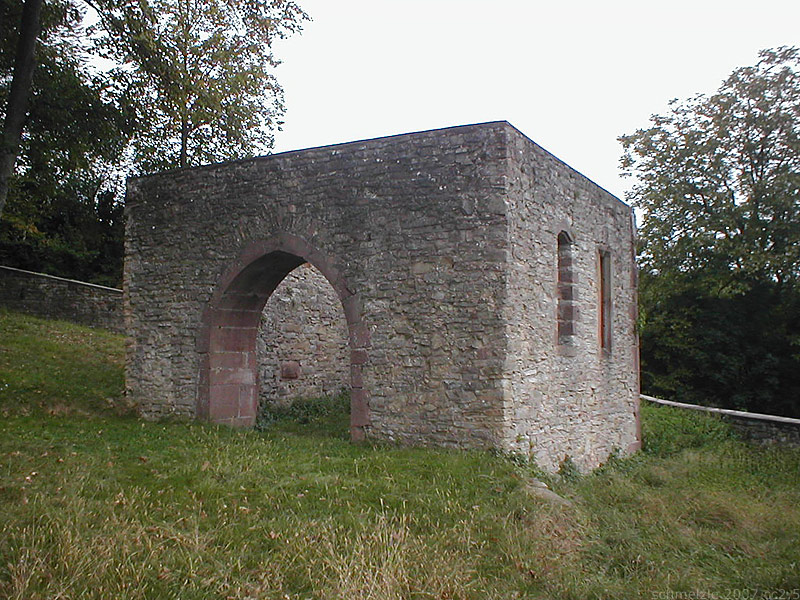
Chor der alten St. Martinskirche

822 wurde Meckesheim im Lorscher Codex erstmals urkundlich erwähnt. Die oberhalb der Siedlung gelegene St. Martinskirche bestand bereits sehr früh und dürfte eine der ältesten Kirchen im Elsenztal gewesen sein. Sie war Mutterpfarrei von Zuzenhausen, Mauer und Mönchzell. 1330 gelangte das Dorf Meckesheim an die Pfalzgrafen bei Rhein. Im Wormser Synodale, einem Visitationsbericht der Pfarreien im Bistum Worms, wurde 1496 die Kirche beschrieben. Neben der St. Martinskirche gab es damals in Meckesheim noch eine Marienkapelle. 1556 führte Kurfürst Ottheinrich die Reformation in der Kurpfalz ein. Sie war wohl Anstoß dafür, dass die Kapelle im Ort Pfarrkirche wurde, die alte St. Martinskirche verfiel im Laufe der Zeit.
Bei der Pfälzischen Kirchenteilung wurde die Kirche 1706 zunächst den wenigen Katholiken zugeteilt. Allerdings fand sofort ein Tausch mit Zuzenhausen statt, so dass die Meckesheimer Kirche reformiert blieb. 1722 gab es einen Brand, danach wurde die Kirche notdürftig wiederhergestellt. In der Mitte des 19. Jahrhunderts war die baufällige Kirche zu klein geworden, so dass sie einem Neubau weichen musste.
1847 wurde der Grundstein der heutigen Kirche gelegt und zwei Jahre später konnte sie eingeweiht werden. Architekt war Ludwig Lendorff, ein Schüler von Heinrich Hübsch, von der Großherzoglich Badischen Baudirektion in Heidelberg. Der Sandstein für den Kirchenbau stammt aus Eppingen-Mühlbach. 1890 wurde der Innenraum ornamental ausgemalt. Bei der Renovierung 1954 erhielt er einen schlichten Kalkanstrich. 1982 wurde das Innere restauriert und die ursprüngliche Bemalung wiederhergestellt. Der Außenbau wurde 1995 renoviert.
Im Jahr 2008 wurde um die Kirche ein biblischer Garten angelegt, in dem Pflanzen mit entsprechenden Bibelstellen oder sonstigen Erklärungen vorgestellt werden.

## Beschreibung

### Architektur

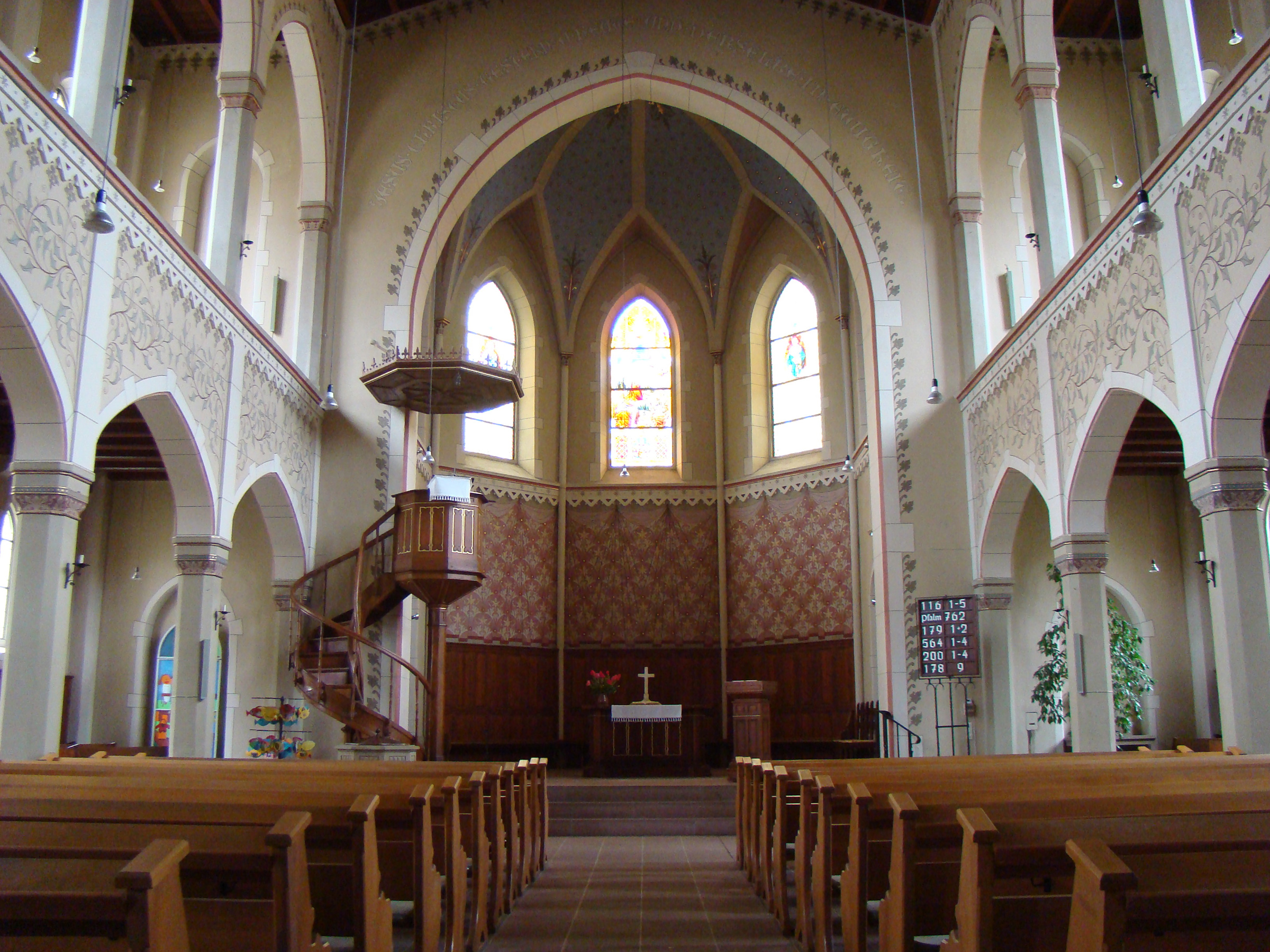
Innenraum

Die Kirche steht im historischen Ortskern östlich der Elsenz. Während der Vorgängerbau noch geostet war, wurde die heutige Kirche 1849 bewusst in die Nord-Süd-Richtung gedreht und der eingezogene Turm mit seiner achtseitigen Spitzhaube an die Hauptstraße gesetzt. Die dreischiffige Kirche hat einen Chor mit 5/8-Schluss. Sie ist ein frühes Beispiel des neugotischen Spitzbogenstils, der im 19. Jahrhundert den Rundbogenstil ablöste. An der Langhausseite ist sie mit Strebepfeilern gegliedert. An den zwei Fensterreihen lässt sich außen die doppelstöckige Empore im Innern ablesen. Das Mittelschiff schließt mit einer erhöhten Balkendecke, die Seitenschiffe verfügen über Flachdecken. Über Chor und Vorhalle sind jeweils Gewölbe gespannt.
Der Innenraum ist ornamental bemalt. Am Chorbogen steht das Bibelwort „Jesus Christus gestern und heute und derselbe in Ewigkeit“, in einem Blindfenster am westlichen Chor „Wer da glaubt und getauft wird, der wird selig werden“ und gegenüber „Wer mein Fleisch isset und trinket mein Blut, der hat das ewige Leben“. Das Chorgewölbe ist mit einem blauen Himmel mit goldenen Sternen bemalt.

### Ausstattung
Altar und Kanzel sind aus Holz und wurden von Architekt Lendorff entworfen. Ebenfalls zur Originalausstattung gehört der steinerne Taufstein, während der Ambo erst 1982 angeschafft wurde. Die drei Fenster im Chor wurden 1889 von einem unbekannten Künstler in spätnazarenischem Stil gestaltet. Das mittlere zeigt Jesus im Gebet und die schlafenden Jünger im Garten Gethsemane. Die flankierenden Fenster zeigen links Martin Luther und rechts Philipp Melanchthon.

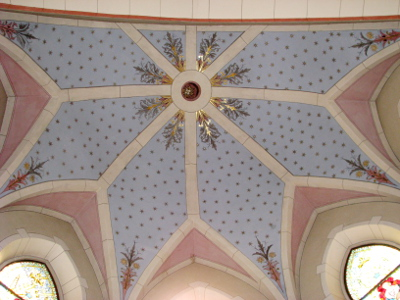
Chorgewölbe
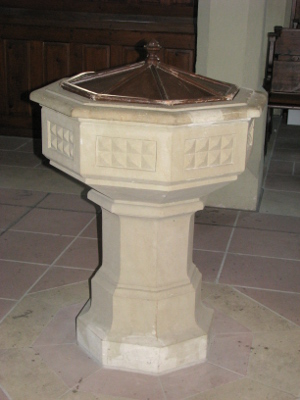
Taufstein
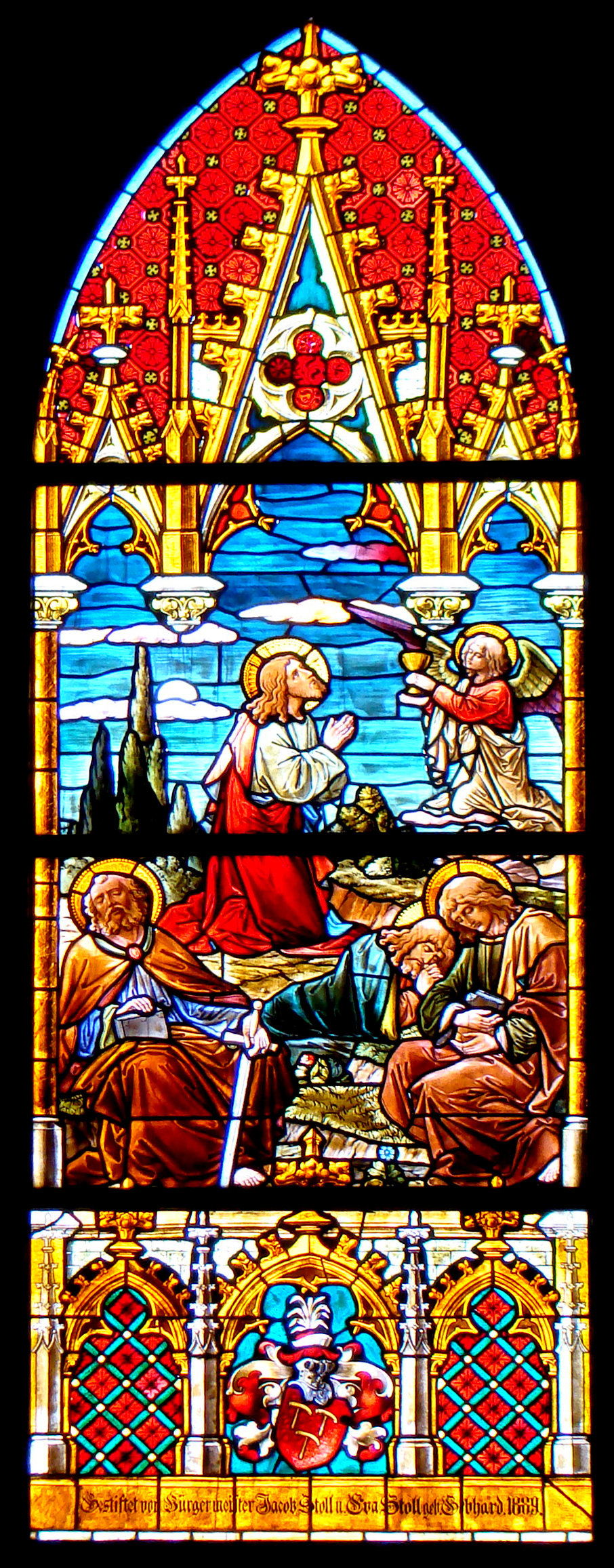
Gethsemane-Fenster

### Orgel

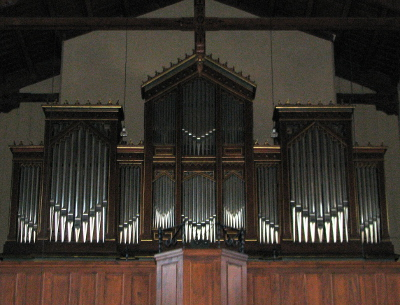
Orgel

Die Orgel wurde 1773/74 von Andreas Krämer für die Garnisonskirche in Mannheim gebaut. Nachdem diese Kirche 1782 abgerissen worden war, ersteigert die Meckesheimer Gemeinde 1805 das Instrument und ließ es von Krämers Schüler Anton Overmann aufarbeiten. Für den Kirchenneubau wurde das Instrument 1849 von Louis Voit, dem Vater von Heinrich Voit, umgebaut und erhielt ihr heutiges Gehäuse nach Plänen des Architekten Lendorff. Einen weiteren Umbau nahm Walcker 1937 vor. 1984 wurde die Orgel von Peter Vier generalsaniert. Das Instrument hat 25 Register auf zwei Manualen und Pedal.

### Glocken
Das Geläut besteht, wie bereits bei der Erbauung der Kirche, aus drei Glocken. Nachdem 1900 eine Glocke schadhaft geworden war, ließ man alle drei Bronzeglocken bei Andreas Hamm Sohn in Frankenthal umgießen. Die große und die kleine Glocke mussten im Ersten Weltkrieg abgegeben werden, wobei man die Glocken nicht komplett vom Turm nahm, sondern noch im Glockenturm zerschlug. Die abgelieferten Glocken wurden 1922 ersetzt, mussten aber im Zweiten Weltkrieg erneut abgeliefert werden. Nach dem Krieg vervollständigte man das Geläut wieder.
| Inschrift                      | Jahr | Gießer                                 | Ton |
| ------------------------------ | ---- | -------------------------------------- | --- |
| Gott loben ist unser Amt       | 1949 | Bachert, Bad Friedrichshall-Kochendorf | fis |
| Gott ist die Liebe             | 1900 | Andreas Hamm Sohn, Frankenthal         | a   |
| Verleih uns Frieden gnädiglich | 1949 | Bachert, Bad Friedrichshall-Kochendorf | h   |